# USS Bobolink (AM-20)
Lo USS Bobolink (AM-20/AT-131/ATO-131) fu un dragamine della classe Lapwing acquistato dalla marina militare statunitense. Impostato il 15 giugno 1918 a Baltimora, per opera della Baltimore Dry Dock and Shipbuilding Company, entrò in servizio il 28 gennaio 1919 al comando del Lieutenant Frank Bruce. Servì in entrambe le guerre mondiali e venne venduto nel 1946, dopo aver ricevuto una Battle star in segno di riconoscimento per il lavoro svolto nella seconda guerra mondiale.

## Storia

### Sminamento nella prima guerra mondiale
Il Bobolink partì da Norfolk (Virginia) nell'aprile 1919 per raggiungere il distaccamento dragamine della 2ª divisione, ancorato a Kirkwall (Mainland). Mentre proseguiva le attività di sminamento nel Mare del Nord, il 14 maggio 1919 si vide scoppiare vicino una mina navale che gli causò notevoli danni e la perdita del comandante Bruce. Le riparazioni nella base navale di Devonport durarono sei mesi, dopo i quali il Bobolink fece ritorno a Norfolk nel gennaio 1920.

### Periodo interbellico
Tra il 1920 e il 1931 il Bobolink navigava nella East Coast, prendendo parte ad esercitazioni congiunte esercito-marina. Il 3 marzo 1932 arrivò nella West Coast e venne riassegnato a San Diego con zona di operazioni il tratto di mare compreso tra San Francisco e la baia di San Quintino, affiancato da alcuni cacciatorpediniere.
Nel 1935 il Bobolink fu impegnato nell'annuale esercitazione della marina alle Hawaii, mentre tra il gennaio e il marzo 1939 prese parte ad un simile evento ai Caraibi, ritornando a San Diego il 13 maggio 1939.

### Seconda guerra mondiale e radiazione
Nel settembre 1940 il Bobolink si unì alle navi USA ancorate a Pearl Harbor, luogo in cui rimase fino al settembre 1942 (assistendo quindi all'attacco giapponese del 7 dicembre 1941, finito il quale aiutò a recuperare corpi e naufraghi). Tra il 20 maggio e il 2 luglio 1942 venne convertito a rimorchiatore e riclassificato come AT-131 (1º giugno 1942).
Nel settembre 1942, quindi, venne inviato nel Pacifico del sud operando tra Guadalcanal, le Isole Salomone, Espiritu Santo, le Nuove Ebridi, Nouméa e la Nuova Caledonia fino al febbraio 1944. In particolare, fu utile nel recuperare i naufraghi statunitensi delle navi affondate o danneggiate durante la battaglia navale di Guadalcanal. Prima che finisse la guerra, il 4 marzo 1944, il Bobolink fece ritorno negli USA, a Long Beach (California), per riorganizzarsi, quindi ritornò nelle acque di Pearl Harbor il 29 giugno dello stesso anno. Venne riclassificato come ATO-131 il 15 maggio 1944.
In acque hawaiane fino al tardo 1945, fece rotta per la Mare Island Naval Shipyard (una base navale) dove venne ritirato dal servizio attivo il 22 febbraio 1946. La United States Maritime Commission lo vendette il 5 ottobre 1946.